# Hans Richter (Physiker, 1904)
Hans Richter (* 11. März 1904 in Leuba/OL.; † nach 1969) war ein deutscher Physiker und Hochschullehrer. Er leitete das Institut für Metallphysik am Max-Planck-Institut für Metallforschung und wurde vor allem durch seine zahlreichen Forschungen zum Schmelzen von Metall bekannt.

## Leben und Wirken
Richter stammte aus der sächsischen Oberlausitz. Nach dem Schulabschluss studierte er und promovierte zum Dr. phil. Danach wurde er wissenschaftlicher Mitarbeiter im Institut für Metallphysik des Kaiser-Wilhelm-Instituts für Metallforschung in Stuttgart. Nach erfolgter Habilitation wurde er 1944 an der Technischen Hochschule Stuttgart zum Dozenten für Elektronenoptik berufen. Während des Krieges gelang ihm die Rettung eines damals noch sehr seltenen Elektronenmikroskops vor der Zerstörung. 1950 erfolgte seine Ernennung zum außerplanmäßigen Professor. Seine Forschungsbereiche waren Elektronen- und Röntgenphysik, Elektroneninterferenzen und Metallkunde. 1954 leitete er das Institut für Metallphysik am Max-Planck-Institut für Metallforschung in Stuttgart. Später wurde er zum Wissenschaftlichen Rat ernannt. 1969 wurde er im Alter von 65 Jahren von seinen amtlichen Verpflichtungen entbunden.
Bei seinen Forschungen arbeitete Richter zeitweise eng mit dem späteren Professor für Medizinische Strahlenphysik Gerhard Breitling vom Medizinischen Strahleninstitut der Universität Tübingen zusammen. Beide publizierten gemeinsam einige ihrer Forschungsergebnisse. Ferner arbeitete er mit dem Röntgeninstitut der Technischen Hochschule Stuttgart zusammen und pflegte rege Kontakte zu Physikerkollegen seiner Zeit, mit denen gemeinsam er rund 30 wissenschaftliche Aufsätze publizierte.

## Schriften (Auswahl)
- Zweimalige Streuung schneller Elektronen. In: Annalen der Physik. 420 (1937), Heft 6.
- mit O. E. Radczewski: Elektronenmikroskopische Untersuchung von Kieselsäuresolen. In: Kalloid-Zeitschrift. Band 96, 1941, S. 1–7.
- mit S. Geiling: Die amorphe Phase von Arsen. In: Acta Crystallographica. Band 2, 1949, S. 305–308.
- mit O. Fürst und R. Glocker: Die Atomanordnung des amorphen Germanium. In: Zeitschrift für Naturforschung. Band 4 (1949).
- Photogrammetrische Ausmessung elektronenmikroskopischer Stereobilder. In: Z. wiss. Mikroskopie. Band 60, 1951, S. 189–1961.
- (mit Gerhard Breitling): Das amorphe Arsen. In: Zeitschrift für Naturforschung. Band 6a (1951), S. 721 ff.
- mit Gerhard Breitling und H. Berckhemer: Struktur des amorphen Antimons. In: Zeitschrift für Naturforschung. Band 40, 1953, S. 361–362.
- mit Gerhard Breitling und Fritz Herre: Struktur des glasigen B2O3 1. In: Zeitschrift für Naturforschung. Band 40, 1953, S. 482–483.
- mit Gerhard Breitling und Fritz Herre: Untersuchungen an glasigem SiO2. In: Zeitschrift für Naturforschung. Band 40, 1953, S. 621.
- mit H. Knödler: Eltronenstrahl-Interferenzen an Einkristallen. In: Zeitschrift für Naturforschung. Band 9a (1954), S. 147–164.
- mit E. W. Fischer: Struktur-Änderungen von Ge-Aufdampfschichten im Elektronenmikroskop. In: Annalen der Physik. Band 451 (1955), Heft 5–8.
- mit G. Breitling und Fritz Herre: Untersuchungen zur Fourier-Analyse von Röntgenstreukurven. In: Die Naturwissenschaften. Band 42, 1955, S. 151–152.
- mit H. Grimminger und H. Grüninger: Zur Struktur des amorphen Selens. In: Die Naturwissenschaften. Band 42, 1955, S. 256.
- mit G. Frohnmeyer: Ein lichtstarkes Fokussierungsverfahren für Strukturbestimmungen mit dem Zählrohrgoniometer. In: Die Naturwissenschaften. Band 42, 1955, S. 256–257.
- mit G. Gommel: Struktur des gefällten amorphen Arsens. In: Die Naturwissenschaften. Band 43, 1956, S. 514 ff.
- mit Fritz Herre: Struktur des glasigen B2O3. In: Zeitschrift für Naturforschung. Band 12a (1957), S. 545–550.
- mit Fritz Herre: Die Atomverteilung in festem amorphem und flüssigem Selen. In: Die Naturwissenschaften. Band 44, 1957, S. 31.
- mit Gerhard Breitling und Fritz Herre: Zur Struktur einatomiger Metallschmelzen. In: Die Naturwissenschaften. Band 44, 1957, S. 109.
- mit S. Steeb: Auswertung von Elektronenbeugungs-Aufnahmen nach der Methode der Fourier-Analyse. In: Die Naturwissenschaften. Band 45, 1958, S. 461.
- mit S. Steeb: Struktur des geschmolzenen Zinns und festen amorphen Wismuts nach Elektronenbeugungs-Aufnahmen. In: Die Naturwissenschaften. Band 45, 1958, S. 512–513.
- mit Fritz Herre: Berechnung der Atomverteilungskurven verschiedener Strukturmodelle. In: Zeitschrift für Physik. Band 150, 1958, S. 149–161.
- mit R. Leonhardt: Schichtpakete in geschmolzenem und festem amorphem Wismut. In: Die Naturwissenschaften. Band 47, 1960, S. 494.
- mit A. Rukwied: Charakteristische Energieverluste schneller Elektronen bei Durchstrahlung amorpher und kristalliner As- und Ge-Schichten. In: Zeitschrift für Physik. Band 160, 1960, S. 473–480.
- Elektronenbeugung an einatomigen Metallschmelzen sowie an festen amorphen Stoffen. Stuttgart 1961.
- mit R. Leonhardt und W. Rossteutscher: Elektronenbeugungsuntersuchungen zur Struktur dünner nichtkristalliner Schichten. In: Zeitschrift für Physik. Band 165 (1961), S. 121–150.
- mit G. Breitling: Neues Verfahren zur Auswertung der Intensitätskurven einatomiger Metallschmelzen. In: Zeitschrift für Naturforschung. Band 48, 1961, S. 44.
- mit R. Brözel und D. Handtmann: Struktur des geschmolzenen Zinns bei verschiedenen Temperaturen. In: Die Naturwissenschaften. Band 49, 1962, S. 129.
- mit R. Brözel und D. Handtmann: Temperaturabhängigkeit der Struktur einatomiger Metallschmelzen. In: Zeitschrift für Physik. Band 168, 1962, S. 322–332.
- Die komplexe Struktur von festem amorphem und von geschmolzenem Wismut. In: Zeitschrift für Physik. Band 172, H. 10, 1963, S. 530–535.
- mit Gerhard Breitling: Struktur von geschmolzenem Au und von flüssigem Hg nach der Methode der Trennung der Streuanteile. In: Zeitschrift für Physik. Band 172, 1963, S. 338–352.
- mit Gerhard Breitling und D. Handtmann: Verschiedene Verfahren zur Untersuchung der Struktur geschmolzener Metalle. In: Zeitschrift für Physik. Band 178, 1964, S. 294–318.
- mit D. Handtmann: Struktur von geschmolzenem Zinn bei 250° und 750°C nach verschiedenen Auswertungsverfahren. In: Zeitschrift für Physik. Band 181, 1964, S. 206–232.
- mit Gerhard Breitling: Struktur einatomiger Metallschmelzen. In: Zeitschrift für Naturforschung. Band 20, H. 8, 1965, S. 1061–1075.
- mit Gerhard Breitling: Struktur von flüssigem Quecksilber. In: Zeitschrift für Naturforschung. Band 22, 1967, S. 665–663.
- Atomanordnung in Metallschmelzen mit 8er-Koordination im Gitter. Stuttgart 1968.
- mit Gerhard Breitling: Strukturkomponenten von geschmolzenem Gold, Silber und Blei. In: Zeitschrift für Metallkunde. Band 61, H. 9, 1970, S. 628–638.